# Герб Горохівського району
Герб Горо́хівського райо́ну — офіційний символ Горохівського району Волинської області.

## Опис
Геральдичний щит має форму прямокутника з півколом в основі. Щит розділений на три поля. У нижньому зеленому полі геральдичний знак «Гори». За історичною версією, назва адміністративного центру регіону — Горохова — походить від словосполучення «гори» і «ховатися», що має аргументоване історичне підтвердження.
У правому червоному полі стилізоване зображення перехрещених срібних козацької шаблі і пернача (відзнаки полковника в козацькому війську). Це символізує героїчне минуле Горохівщини козацьких часів і періодів боротьби за незалежність України.
Поєднання червоного кольору і срібла (метал, який в геральдиці передається білим кольором) є традиційним в символіці Волині.
У лівому синьому полі стилізоване зображення золотого колосу — символу добробуту, багатства, історичного і сьогоднішнього заняття населення краю — вирощування хліба.
Щит обрамлений стилізованим в українській геральдиці золотим картушем, який увінчаний срібною п'ятивежною короною (у населених пунктів корона двох або трьохвежна).
Над п'ятивежною срібною короною напис «Горохівський район».